# Улица Генерала Антонова
Улица Генера́ла Анто́нова (название с 26 ноября 1980 года) — улица в Юго-Западном административном округе города Москвы на территории района Коньково. Проходит от улицы Введенского до Профсоюзной улицы. Названа в честь генерала армии А. И. Антонова, о чём говорят памятные доски, установленные в начале и конце улицы на домах 2 и 11. Нумерация домов начинается со стороны Профсоюзной улицы.

## Инфраструктура
Улица Генерала Антонова застроена в основном девятиэтажными типовыми домами, а в глубине микрорайона стоят несколько домов повышенной этажности.
Кроме жилых зданий, на ней располагается ведомственный детский сад ГУВД Московской области (д. 6а), детская поликлиника № 46 (д. 11) с травматологическим пунктом, студенческий городок Московского государственного института стали и сплавов, отнесённый к Профсоюзной улице, а также школы № 49 (д. 4а и д. 5а), в первой из которых создан музей «История района Коньково».

## Криминальная хроника
Поздно вечером 30 января 2002 года в подъезде своего дома по улице Генерала Антонова был убит 69-летний директор Института психологии РАН Андрей Брушлинский.

## Транспорт
Общественный транспорт по улице не проходит.
- Ближайшая станция метро «Беляево»

Со стороны Профсоюзной улицы (остановка «Деревлёво»)
- Автобусы: 196, 699, 816, с923, т72

Со стороны улицы Введенского (остановка «Улица Генерала Антонова»)
- Автобусы: 273, 404, 642, м90, с923, с954, н16